# Équipe d'Uruguay de football à la Copa América 1935
L'équipe d'Uruguay de football participe à sa 12e Copa América lors de cette édition 1935 qui a eu lieu à Lima au Pérou du 6 au 27 janvier 1935.

## Résultats

### Classement final
Les quatre équipes participantes sont réunies au sein d'une poule unique où chaque formation rencontre une fois ses adversaires. À l'issue des rencontres, l'équipe classée première remporte la compétition.
|   | Équipe    | Pts | J | G | N | P | BP | BC | Diff |
| - | --------- | --- | - | - | - | - | -- | -- | ---- |
| 1 | Uruguay   | 6   | 3 | 3 | 0 | 0 | 6  | 1  | +5   |
| 2 | Argentine | 4   | 3 | 2 | 0 | 1 | 8  | 5  | +3   |
| 3 | Pérou     | 2   | 3 | 1 | 0 | 2 | 2  | 5  | -3   |
| 4 | Chili     | 0   | 3 | 0 | 0 | 3 | 2  | 7  | -5   |

| 13 janvier | Uruguay | 1 | 0 | Pérou     |
| 18 janvier | Uruguay | 2 | 1 | Chili     |
| 27 janvier | Uruguay | 3 | 0 | Argentine |

### Matchs
| 13 janvier 1935 | Uruguay       | 1 – 0 | Pérou | Estadio Nacional (Lima)                             |                                                     |
| | H. Castro 80e | (0 - 0) |       | Spectateurs : 25 000 Arbitrage : Humberto Reginatto | Spectateurs : 25 000 Arbitrage : Humberto Reginatto |
| Ballestrero - Nasazzi, Muñiz - Zunino, L. Fernández, Denis - Píriz ( 46e Taboada), Ciocca, H. Castro, E. Fernández, B. Castro | Équipes       | Valdivieso - León, A. Fernández - Denegri, Arce, D. García - Lavalle, Villanueva, T. Fernández, Tovar ( Nué), Morales |       | Spectateurs : 25 000 Arbitrage : Humberto Reginatto | Spectateurs : 25 000 Arbitrage : Humberto Reginatto |

| 18 janvier 1935 | Uruguay         | 2 – 1 | Chili       | Estadio Nacional (Lima)                             |                                                     |
| | Ciocca 33e, 55e | (1 - 0) | Giudice 54e | Spectateurs : 13 000 Arbitrage : José Artemio Serra | Spectateurs : 13 000 Arbitrage : José Artemio Serra |
| Ballestrero ( 35e Macchiavello) - Nasazzi ( 46e Olivera), Muñiz - Zunino, L. Fernández, Pérez ( 43e Denis) - Píriz ( 46e Taboada), Ciocca, H. Castro, E. Fernández, B. Castro | Équipes         | R. Cortés ( Azzerman) - Welch, A. Cortés - Gornall, Riveros ( Torres), Araneda - Aranda, Giudice, Carmona, Vidal, Avendaño |             | Spectateurs : 13 000 Arbitrage : José Artemio Serra | Spectateurs : 13 000 Arbitrage : José Artemio Serra |

| 27 janvier 1935 | Uruguay                               | 3 – 0 | Argentine | Estadio Nacional (Lima)                             |                                                     |
| | Castro 18e · Taboada 28e · Ciocca 36e | (3 - 0) |           | Spectateurs : 30 000 Arbitrage : Humberto Reginatto | Spectateurs : 30 000 Arbitrage : Humberto Reginatto |
| Ballestrero - Nasazzi, Muñiz - Zunino ( 75e Denis), L. Fernández, Pérez - Taboada, Ciocca, H. Castro, E. Fernández, B. Castro | Équipes                               | Bello ( 25e Gualco) - Wilson, Scarcella - De Jonge, Minella, De Mare ( 31e Sbarra) - Lauri, Sastre, Masantonio, García ( 29e Zito), Arrieta |           | Spectateurs : 30 000 Arbitrage : Humberto Reginatto | Spectateurs : 30 000 Arbitrage : Humberto Reginatto |

| Championnat sud-américain de football de 1935 - Vainqueur Uruguay 7e titre |